# Histoire éruptive du piton de la Fournaise

Carte animée des coulées de lave émises lors des différentes éruptions du piton de la Fournaise de 1972 à 2000.

Pour un article plus général, voir Piton de la Fournaise.
L'histoire éruptive du piton de la Fournaise est marquée par une grande fréquence des éruptions sur ce volcan situé sur l'île française de La Réunion. En effet, entre la première éruption observée en 1640 et celle débutée en décembre 2021 soit 381 années, 187 éruptions se sont déroulées. Au cours du XXe siècle, 72 éruptions se sont produites soit une tous les 16 mois en moyenne sur cette île volcanique. Les éruptions du Piton de la Fournaise sont aussi caractérisées par l'émission effusive de laves très fluides, caractéristiques d'un volcanisme de type hawaïen issu d'un point chaud. Ce volcan rouge est l'un des plus actifs au monde.
Depuis 1980, la surveillance permanente de ce volcan bouclier de type effusif mise en place avec l'observatoire volcanologique du Piton de la Fournaise (OVPF) permet de recenser tous les évènements éruptifs. Les éruptions antérieures ont été rapportées dans les journaux ou relatées par des témoins. Leur connaissance est cependant incomplète et imprécise pour les périodes les plus anciennes.
La dernière éruption a lieu du 2 juillet au 10 août 2023.

## Avant leXVIIesiècle
| Date                     | Durée    | Localisation      | Faits marquants                                                 |
| ------------------------ | -------- | ----------------- | --------------------------------------------------------------- |
| -2800 av. J-C. ± 150 ans | Inconnue | Sommet            | Éruption explosive ayant créé en tout ou partie l'Enclos Fouqué |
| -2700 av. J-C.           | Inconnue | Sommet            | Éruption explosive                                              |
| -1790 av. J-C. ± 100 ans | Inconnue | Sommet            | Éruption explosive                                              |
| 120                      | Inconnue | Cratère Commerson |                                                                 |
| 460                      | Inconnue | Inconnue          |                                                                 |
| 600                      | Inconnue | Piton Gîte        |                                                                 |
| 960                      | Inconnue | Piton Chisny      |                                                                 |
| 1340                     | Inconnue | Brûlé du Baril    |                                                                 |
| 1440                     | Inconnue | Petit Cratère     |                                                                 |
| 1600                     | Inconnue | Piton Taye Poule  |                                                                 |

## XVIIesiècle
| Date | Durée    | Localisation | Faits marquants    |
| ---- | -------- | ------------ | ------------------ |
| 1640 | Inconnue | Inconnue     | Éruption explosive |
| 1649 | Inconnue | Inconnue     | Éruption explosive |
| 1669 | Inconnue | Inconnue     | Éruption explosive |
| 1671 | Inconnue | Inconnue     | Éruption explosive |
| 1672 | Inconnue | Inconnue     | Éruption explosive |

## XVIIIesiècle
| Début                 | Fin                   | Durée        | Localisation                        | Faits marquants |
| --------------------- | --------------------- | ------------ | ----------------------------------- | --- |
| 1703                  | 1705                  | >2 ans       | Inconnue                            | |
| avril 1708            | avril 1708            | >1 mois      | Inconnue                            | Flanc Nord-Est |
| 1709                  | Inconnue              | Inconnue     | Inconnue                            | Éruption peut-être explosive |
| juin 1721             | Inconnue              | Inconnue     | Inconnue                            | |
| 1733                  | Inconnue              | Inconnue     | Enclos Fouqué et flanc Nord-Est     | |
| 1er janvier 1734      | 6 mars 1734           | 65 jours     | Inconnue                            | |
| décembre 1734         | décembre 1734         | >1 mois      | Inconnue                            | |
| juin 1751             | juin 1751             | >1 mois      | Sommet[réf. nécessaire]             | La lueur du volcan est bien visible à grande distance |
| 1753                  | Inconnue              | Inconnue     | Inconnue                            | Éruption phréatique |
| 1759                  | Inconnue              | Inconnue     | Inconnue                            | |
| 15 décembre 1760      | 29 décembre 1760      | 15 jours     | Enclos Fouqué et sommet             | - Éruption phréatique - Ascension du volcan par M. Donnelet[réf. nécessaire] |
| mars 1766             | 26 mai 1765 ± 5 jours | >3 mois      | Mamelon central                     | - Éruption phréatique. - Un second cratère s'ouvre à 400 mètres à l'est du cratère Brûlant, aujourd'hui le cratère Bory. Il est comblé par l'édification du Mamelon central puis est détruit en 1801. |
| 1768                  | Inconnue              | Inconnue     | Formica Leo                         | |
| 1771                  | Inconnue              | Inconnue     | Inconnue                            | Éruption peut-être explosive |
| février 1772          | Inconnue              | Inconnue     | Sommet                              | |
| 18 novembre 1772      | Inconnue              | Inconnue     | Sommet                              | |
| 1774                  | Inconnue              | Inconnue     | Flanc Sud-Est                       | |
| 1775                  | Inconnue              | Inconnue     | Flanc Est du sommet                 | |
| 1776                  | Inconnue              | Inconnue     | Piton de Takamaka                   | |
| 1784                  | 1785                  | >2 an        | Sommet                              | |
| 5 juin 1786           | 4 août 1786 ou plus   | env. 3 mois  | Inconnue                            | |
| 14 juin 1787          | 1er août 1787         | 58 jours     | Cratère Bory                        | |
| juin 1789             | juillet 1789          | >2 mois      | Cratère Bory et flanc Est du sommet | |
| 5 juin 1791 ± 4 jours | 27 juillet 1791       | 47 ± 4 jours | Cratère Dolomieu et Mamelon central | - Explosion phréatique le 17 juillet largement ressentie dans l'île. - Les coulées de lave atteignent l'océan Indien près de la pointe du Tremblet le 13 juillet. - Formation d'un cratère d'effondrement sommital d'environ 180 mètres de diamètre pour 35 mètres de profondeur à l'origine du cratère Dolomieu. - Exploration du sommet par Alexis Bert et Jean-Joseph Patu de Rosemont fin octobre, |
| 19 décembre 1792      | Inconnue              | Inconnue     | Inconnue                            | |
| janvier 1794          | janvier 1794          | >1 mois      | Inconnue                            | |
| 1795                  | Inconnue              | Inconnue     | Inconnue                            | |
| 1797                  | Inconnue              | Inconnue     | Inconnue                            | |
| 2 novembre 1800       | 8 novembre 1800       | 7 jours      | Flanc Sud-Est                       | |

## XIXesiècle
| Début                       | Fin                     | Durée             | Localisation                      | Faits marquants |
| --------------------------- | ----------------------- | ----------------- | --------------------------------- | --- |
| 27 octobre 1801             | 28 avril 1802 ± 7 jours | 153 ± 7 jours     | Mamelon central                   | - Formation d'un lac de lave. - Éruption phréatique. - Exploration du volcan par Jean-Baptiste Bory de Saint-Vincent à deux reprises entre octobre et novembre 1801.                                                         |
| décembre 1802               | Inconnue                | Inconnue          | Sommet                            | Éruption phréatique |
| 23 mars 1807                | 13 juin 1807            | 83 jours          | Sommet et flancs                  | |
| 17 juillet 1809             | 8 août 1809             | 23 jours          | Sommet                            | |
| 20 novembre 1810            | 28 novembre 1810        | 9 jours           | Sommet                            | |
| 5 août 1812 ± 4 jours       | décembre 1812           | >5 mois           | Sommet et sous le Piton de Crac   | - Éruption phréatique. - Un mémoire de Jean-Baptiste Bory de Saint-Vincent sur cette éruption paru au format in-octavo à Bruxelles en 1820 et contenant une planche a été offert à la Société linnéenne de Paris avant 1822. |
| 26 septembre 1813           | 26 novembre 1813        | 62 jours          | Sommet                            | |
| 10 septembre 1814           | 13 octobre 1814         | 35 jours          | Sommet                            | |
| 21 janvier 1815             | 27 janvier 1815         | 7 jours           | Sommet                            | |
| 15 août 1815                | 16 août 1815            | 2 jours           | Sommet et plaine des Osmondes     | |
| 15 décembre 1816            | Inconnue                | Inconnue          | Sommet                            | |
| janvier 1817                | avril 1817              | >4 mois           | Sommet                            | |
| janvier 1820                | février 1820            | >2 mois           | Flanc Nord-Ouest                  | |
| 27 février 1821             | 10 avril 1821           | 43 jours          | Sommet                            | |
| février 1824                | Inconnue                | Inconnue          | Inconnue                          | |
| décembre 1824               | Inconnue                | Inconnue          | Inconnue                          | |
| octobre 1830                | Inconnue                | Inconnue          | Cratère Faujas                    | |
| mars 1832                   | Inconnue                | Inconnue          | Enclos Fouqué et flanc Nord-Est   | |
| avril 1842                  | Inconnue                | Inconnue          | Inconnue                          | |
| 1843                        | Inconnue                | Inconnue          | Inconnue                          | |
| 19 mars 1844                | 11 mai 1844             | 54 jours          | Sommet et piton de Crac           | Éruption observée par Théophile de Ferrière Le Vayer, |
| décembre 1844               | Inconnue                | Inconnue          | Inconnue                          | |
| 1845                        | Inconnue                | Inconnue          | Inconnue                          | |
| 1846                        | Inconnue                | Inconnue          | Inconnue                          | |
| 1847                        | Inconnue                | Inconnue          | Inconnue                          | |
| 1848                        | Inconnue                | Inconnue          | Inconnue                          | |
| 1849                        | Inconnue                | Inconnue          | Inconnue                          | |
| 3 novembre 1850             | 12 novembre 1850        | 10 jours          | Inconnue                          | |
| 1851                        | Inconnue                | Inconnue          | Enclos Velain et cratère Brûlant  | Formation d'un lac de lave |
| 1852                        | Inconnue                | Inconnue          | Cratère Brûlant                   | Formation d'un lac de lave |
| 3 novembre 1858             | janvier 1859            | >3 mois           | Sommet                            | |
| 8 mai 1859                  | 23 mai 1859 ou plus     | 16 jours ou plus  | Sommet                            | |
| 22 janvier 1860             | 20 mars 1860            | 58 jours          | Enclos Fouqué et cratère Dolomieu | Explosion phréatique le 19 mars[réf. nécessaire]. |
| 19 mars 1861                | 19 mars 1861            | 1 jour            | Cratère Brûlant                   | |
| 20 décembre 1863            | 29 janvier 1864         | 41 jours          | Sommet                            | |
| 5 février 1865              | 10 février 1865         | 6 jours           | Sommet                            | |
| mars 1868                   | Inconnue                | Inconnue          | Inconnue                          | |
| 1869                        | Inconnue                | Inconnue          | Inconnue                          | |
| 1er février 1870 ± 30 jours | Inconnue                | Inconnue          | Inconnue                          | Éruption incertaine |
| 21 juin 1871                | 5 juillet 1871          | 15 jours          | Sommet                            | |
| 1er février 1872 ± 30 jours | Inconnue                | Inconnue          | Inconnue                          | Éruption incertaine |
| 1er février 1874 ± 30 jours | Inconnue                | Inconnue          | Inconnue                          | |
| 29 juin 1874                | 7 novembre 1874 ou plus | 101 jours         | Sommet                            | |
| 26 novembre 1875            | 11 décembre 1875        | 16 jours          | Inconnue                          | |
| 11 décembre 1876            | 11 décembre 1876        | 1 jour            | Inconnue                          | |
| 14 mars 1878                | 30 mars 1878            | 17 jours          | Flancs                            | |
| 1882                        | Inconnue                | Inconnue          | Inconnue                          | Éruption incertaine |
| 4 février 1884              | 5 février 1884          | 2 jours           | Inconnue                          | |
| juin 1889                   | 11 août 1889            | >3 mois           | Sommet et Grandes Pentes          | |
| février 1890                | 4 février 1891          | >1 an             | Sommet et Grandes Pentes          | |
| août 1894                   | Inconnue                | Inconnue          | Inconnue                          | |
| 5 janvier 1897 ± 4 jours    | 24 janvier 1897         | 20 ± 4 jours      | Inconnue                          | |
| 14 janvier 1898             | 20 janvier 1898         | 7 jours           | Inconnue                          | |
| 26 novembre 1898            | Inconnue                | Inconnue          | Sommet                            | |
| 13 février 1899             | 18 juillet 1899 ou plus | 128 jours ou plus | Sommet et flancs                  | |
| 11 mai 1900                 | 30 mai 1900             | 20 jours          | Flanc Est du cratère Dolomieu     | |

## XXesiècle
| Début             | Fin                       | Durée       | Localisation | Faits marquants |
| ----------------- | ------------------------- | ----------- | --- | --- |
| 21 février 1901   | 25 février 1901           | 5 jours     | Flanc Est du cratère Dolomieu                                                                                                 | |
| 4 juillet 1901    | 6 juillet 1901            | 3 jours     | Flanc Nord-Est sous le piton de Crac                                                                                          | |
| 13 août 1902      | 18 août 1902              | 6 jours     | Sommet | |
| 1903              | Inconnue                  | Inconnue    | Inconnue | |
| 19 août 1904      | 17 octobre 1904           | 59 jours    | Flanc Nord-Est sous le piton de Crac                                                                                          | |
| 15 février 1905   | 16 février 1905           | 2 jours     | Sommet | Éruption phréatique |
| 29 novembre 1907  | 5 décembre 1907 ± 4 jours | 7 ± 4 jours | Flancs | |
| 1908              | Inconnue                  | Inconnue    | Inconnue | |
| avril 1909        | Inconnue                  | Inconnue    | Est du cratère Faujas | |
| 16 novembre 1910  | 12 décembre 1910          | 27 jours    | Flancs | |
| 10 juillet 1913   | 3 août 1913               | 25 jours    | Inconnue | |
| 22 juillet 1915   | 21 novembre 1915          | 122 jours   | Sommet, flancs Nord et Nord-Est de l'enclos Velain                                                                            | |
| 29 avril 1917     | 29 avril 1917             | 1 jour      | Flanc Nord-Est sous le piton de Crac                                                                                          | |
| 28 juillet 1920   | 18 octobre 1920           | 53 jours    | Flancs | |
| 27 novembre 1921  | 3 décembre 1921           | 7 jours     | Sommet et flancs | |
| 19 mai 1924       | 23 mai 1924 ou après      | 5 jours     | Inconnue | |
| 3 septembre 1924  | 13 septembre 1924         | 11 jours    | Sommet | |
| 30 décembre 1925  | 20 avril 1926             | 122 jours   | Sommet | |
| 18 septembre 1926 | 15 juin 1927              | 271 jours   | Flanc Nord | |
| 23 décembre 1929  | 31 décembre 1929          | 9 jours     | Sommet et flancs | |
| 23 mai 1930       | 24 mai 1930               | 2 jours     | Sommet | |
| 22 janvier 1931   | 26 août 1931 ± 5 jours    | 217 jours   | Sommet, cratère Haug | |
| novembre 1932     | novembre 1932             | >1 mois     | Inconnue | |
| 7 juin 1933       | 1er avril 1934            | 299 jours   | Cratère Dolomieu, flancs Nord et Sud-Est                                                                                      | |
| 1935              | Inconnue                  | Inconnue    | Inconnue | |
| septembre 1936    | Inconnue                  | Inconnue    | Sommet à proximité du cratère de 1933                                                                                         | |
| 13 août 1937      | 25 novembre 1937          | 105 jours   | Cratère Bory, flancs des cratères Bory et Dolomieu, Cratère Rivals                                                            | |
| 25 juillet 1938   | 29 juillet 1938           | 5 jours     | Flancs, Cratère Cassien | |
| 7 décembre 1938   | 15 janvier 1939           | 40 jours    | Cratère Dolomieu, flancs Est-Sud-Est et Sud-Ouest, Signal de l'Enclos                                                         | |
| 1941              | Inconnue                  | Inconnue    | Inconnue | |
| 5 octobre 1942    | 25 octobre 1942           | 21 jours    | Cratère Bory, rebords du cratère Dolomieu                                                                                     | |
| 30 mars 1943      | 26 mai 1943 ± 5 jours     | 58 jours    | Flanc Sud-Est du cratère Dolomieu, Grand Brûlé                                                                                | |
| 11 avril 1944     | 1er mai 1944              | 21 jours    | Flancs | |
| 15 avril 1945     | 6 mai 1945                | 22 jours    | Flanc Sud-Est à proximité du Nez Coupé du Tremblet (Cratère Hugoulin)                                                         | |
| 18 juin 1946      | 5 juillet 1946            | 18 jours    | Cratère Dolomieu, flancs proches du sommet                                                                                    | |
| 1947              | Inconnue                  | Inconnue    | Cratère Dolomieu, Grand Brûlé                                                                                                 | |
| 14 février 1948   | 8 mars 1948               | 23 jours    | Château Fort | |
| octobre 1949      | Inconnue                  | Inconnue    | Flancs | Éruption incertaine |
| 25 février 1950   | 2 avril 1950              | 37 jours    | Flanc Sud à 2 080 mètres d'altitude                                                                                           | |
| 30 août 1950      | 5 septembre 1950          | 7 jours     | Flanc Sud-Est du cratère Bory                                                                                                 | |
| juin 1951         | Inconnue                  | Inconnue    | Partie Nord du Grand Brûlé | |
| 10 septembre 1951 | 20 septembre 1951         | 11 jours    | Flancs | |
| 19 mai 1952       | 20 juillet 1952           | 64 jours    | Flanc Nord-Est vers 1 500 mètres d'altitude                                                                                   | |
| 13 mars 1953      | 8 juillet 1953            | 112 jours   | Cratères Dolomieu et Bory, flancs Sud (Quatre Gueules), Nord-Ouest et Nord                                                    | |
| janvier 1954      | décembre 1954             | >1 an       | Flancs | |
| 6 juillet 1955    | 16 mars 1957              | 254 jours   | Cratères Dolomieu et Bory, flancs Sud, Sud-Est et Est-Sud-Est                                                                 | |
| 2 septembre 1957  | 16 novembre 1957          | 76 jours    | Cratère Bory, flancs Nord du cratère Bory et Nord-Est du cratère Dolomieu                                                     | |
| 30 mai 1958       | 20 septembre 1958         | 114 jours   | Cratère Dolomieu | |
| 11 mars 1959      | 6 août 1959               | 149 jours   | Cratère Bory | |
| 11 janvier 1960   | 10 mars 1960              | 59 jours    | Cratère Bory et flanc Sud à 2 030 mètres d'altitude                                                                           | |
| 5 avril 1961      | 25 avril 1961             | 21 jours    | Flanc Nord-Est à l'est du cratère Picard                                                                                      | |
| 7 novembre 1963   | 21 novembre 1963          | 15 jours    | Cratère Dolomieu et flanc Est à 2 410 mètres d'altitude                                                                       | |
| 30 avril 1964     | 8 mai 1964                | 9 jours     | Cratère Dolomieu, flancs Est et Nord-Est à proximité du sommet                                                                | |
| 21 décembre 1964  | 15 février 1965           | 57 jours    | Flanc Est à 1 930 mètres d'altitude : Cratère Marco                                                                           | |
| 15 mars 1966      | 15 mai 1966               | 62 jours    | Cratère Maillard | |
| 9 juin 1972       | 16 janvier 1973           | 228 jours   | Flancs Sud, Est-Nord-Est, Nord et Sud-Est du cratère Dolomieu : Cratère Magne, Gros Bénard, Piton Parfait, Cratère de Villèle | Formation d'un lac de lave |
| 10 mai 1973       | 5 septembre 1973          | 150 jours   | Paroi Sud-Sud-Ouest du cratère Dolomieu                                                                                       | |
| 4 novembre 1975   | 6 avril 1976              | 155 jours   | Cratère Dolomieu et flanc Sud-Est entre 2 350 et 1 320 mètres d'altitude                                                      | Formation d'un lac de lave. Formation des Pitons Le Gérente, Le Langlois, Le Bonnet et Cratère de Passage                                                  |
| 2 novembre 1976   | 4 novembre 1976           | 3 jours     | Flanc Nord du cratère Dolomieu entre 2 330 et 2 250 mètres d'altitude                                                         | |
| 24 mars 1977      | 16 avril 1977             | 24 jours    | Flancs Nord-Est et Sud-Est du cratère Dolomieu, flanc Nord-Est hors Enclos Fouqué                                             | Éruption du Piton de la Fournaise en mars 1977 |
| 24 octobre 1977   | 17 novembre 1977          | 25 jours    | Flanc Est-Nord-Est entre 2 200 et 2 050 mètres d'altitude et entre 1 920 et 1 850 mètres d'altitude                           | |
| 28 mai 1979       | 14 juillet 1979           | 48 jours    | Cratères Bory et Dolomieu, flancs Nord, Sud-Est et Sud-Ouest                                                                  | |
| 3 février 1981    | 5 mai 1981                | 92 jours    | Cratère Bory, flancs Sud-Ouest, Nord et Nord-est                                                                              | Formation d'un lac de lave. Formation du Cratère Julien |
| 4 décembre 1983   | 18 février 1984           | 77 jours    | Flanc Sud-Sud-Ouest du cratère Dolomieu entre 2 300 et 2 110 mètres d'altitude                                                | |
| 14 juin 1985      | 10 octobre 1985           |             | | |
| 20 mars 1986      | 29 mars 1986              | 10 jours    | Grandes Pentes, cratère Dolomieu, flanc Sud-Est et pointe de la Table                                                         | Éruption du Piton de la Fournaise en 1986 |
| 1987              | 29 décembre 1988          | >2 ans      | | |
| 18 janvier 1990   | 8 mai 1990                | 111 jours   | Cratère Dolomieu, flanc Sud-Est                                                                                               | |
| 19 juillet 1991   | 20 juillet 1991           | 2 jours     | Cratère Dolomieu, flanc Est à proximité du sommet                                                                             | |
| 27 août 1992      | 23 septembre 1992         | 28 jours    | Cratère Dolomieu, flanc Sud-Est à proximité du sommet                                                                         | |
| 9 mars 1998       | 20 septembre 1998         | 196 jours   | Flancs Nord et Ouest-Sud-Ouest du cratère Dolomieu , flanc Nord hors de l'Enclos Fouqué.                                      | Éruption du Piton de la Fournaise en 1998. Formation des Piton Kapor, Cratère Maurice et Katia Krafft, Cratère Hudson. Formation d'un lac de lave (Kapor). |
| 19 juillet 1999   | 23 octobre 1999           | 97 jours    | Cratère Dolomieu, flanc Est entre 2 500 et 2 100 mètres d'altitude et flanc Sud vers 1 900 mètres d'altitude                  | |
| 14 février 2000   | 4 mars 2000               | 19 jours    | Flanc Nord du cratère Dolomieu entre 2 490 et 2 250 mètres d'altitude                                                         | Formation du piton Célimène et du cratère Legros |
| 23 juin 2000      | 13 novembre 2000          | 144 jours   | Flanc Sud-Est entre 2 100 et 1 800 mètres d'altitude, flanc Est entre 2 260 et 2 000 mètres d'altitude                        | - Formation d'un lac de lave - Formation des pitons Parvedi et Morgabim                                                                                    |

## XXIesiècle
| Début             | Fin               | Durée                | Localisation                                                                                              | Faits marquants |
| ----------------- | ----------------- | -------------------- | --- | --- |
| 27 mars 2001      | 4 avril 2001      | 9 jours              | Flanc Sud du cratère Dolomieu vers 2 500 mètres d'altitude                                                | Formation du piton baptisé Tourkal |
| 11 juin 2001      | 7 juillet 2001    | 27 jours             | Flanc Est-Sud-Est à 2 500 mètres d'altitude et flanc Est entre 2 000 et 1 800 mètres d'altitude           | Formation du piton baptisé Madoré |
| 5 janvier 2002    | 16 janvier 2002   | 12 jours             | Nord-Est de l'Enclos Fouqué                                                                               | lave jusqu'à la mer, village Bois Blanc; Vierge au parasol menacée. |
| 16 novembre 2002  | 3 décembre 2002   | 18 jours             | Flanc Est du cratère Dolomieu entre 1 850 et 1 540 mètres d'altitude                                      | Formation du piton baptisé Guanyin; Lave jusqu'à la mer. |
| 30 mai 2003       | 10 janvier 2004   | 226 jours            | Cratères Bory et Dolomieu, flancs Nord-Nord-Ouest et Sud-Sud-Ouest                                        | - Formations des pitons baptisés Kaf et Payanke. - Un jeune homme meurt après être tombé dans un tunnel de lave,. |
| 2 mai 2004        | 16 octobre 2004   | 168 jours            | Flanc Sud-Sud-Ouest du cratère Bory, cratère Dolomieu et flanc Est du cratère Dolomieu                    | |
| 17 février 2005   | 26 février 2005   | 10 jours             | Plaine des Osmondes à 1 600, 1 200 et 450 mètres d'altitude                                               | Lave jusqu'à la mer, village Bois Blanc |
| 4 octobre 2005    | 18 janvier 2006   | 106 jours            | Cratère Dolomieu, plaine des Osmondes et au pied du Nez Coupé de Sainte-Rose                              | |
| 20 juillet 2006   | 14 août 2006      | 26 jours             | Flanc Sud-Ouest du cratère Bory à 2 380 mètres d'altitude                                                 | Formation du piton La Paix |
| 30 août 2006      | 1er janvier 2007  | 125 jours            | Cratère Dolomieu et flanc Est                                                                             | - Formation des pitons Wouandzani et Moinama dans le cratère Dolomieu. - Formation d'un lac de lave. - Le cratère Dolomieu est entièrement comblé par des coulées de lave qui débordent sur son flanc oriental. - Le volume de lave émis est estimé à 0,018 km3. - Neige sur le sommet du volcan le 10 octobre. |
| 18 février 2007   | 19 février 2007   | >10 heures           | Cratère Dolomieu, flanc Est sous le rebord du cratère Dolomieu, paroi entre les cratères Dolomieu et Bory | La lave émise pourrait être un reliquat de l'éruption du 30 août 2006 au 1er janvier 2007. |
| 30 mars 2007      | 31 mars 2007      | 10 heures            | Flanc Est-Sud-Est à 1 900 mètres d'altitude                                                               | Progression d'une coulée de lave d'environ un kilomètre de longueur pour un volume inférieur à 0,01 km3. |
| 2 avril 2007      | 1er mai 2007      | 30 jours             | Cratère Dolomieu, partie Sud des Grandes Pentes et du Grand Brûlé le long du rempart du Tremblet          | Éruption du Piton de la Fournaise en avril 2007 |
| 21 septembre 2008 | 2 octobre 2008    | 12 jours             | Cratère Dolomieu                                                                                          | Formation d'une coulée alimentant un lac de lave dans le fond du cratère Dolomieu. |
| 27 novembre 2008  | 28 novembre 2008  | 2 jours              | Cratère Dolomieu                                                                                          | Formation d'une coulée alimentant un lac de lave dans le fond du cratère Dolomieu. |
| 15 décembre 2008  | 4 février 2009    | 52 jours             | Cratère Dolomieu                                                                                          | Formation d'une coulée alimentant un lac de lave dans le fond du cratère Dolomieu. |
| 5 novembre 2009   | 6 novembre 2009   | 13 heures            | Cratère Dolomieu, flancs Sud-Est près du sommet et Est entre 2 380 et 2 350 mètres d'altitude             | Formation de deux coulées de lave dont une de deux kilomètres de longueur |
| 14 décembre 2009  | 14 décembre 2009  | 7 heures             | Flanc Sud du cratère Dolomieu                                                                             | Ouverture de quatre systèmes de fissures volcaniques |
| 2 janvier 2010    | 12 janvier 2010   | 11 jours             | Cratère Dolomieu                                                                                          | Formation d'une coulée alimentant un lac de lave dans le fond du cratère Dolomieu. |
| 14 octobre 2010   | 31 octobre 2010   | 17 jours             | Enclos Fouqué au niveau du « Château Fort »                                                               | Coulée de lave |
| 9 décembre 2010   | 10 décembre 2010  | 14 h 45              | Enclos Fouqué entre le cratère Dolomieu et le Pas de Bellecombe                                           | Trois petites coulées de lave |
| 21 juin 2014      | 22 juin 2014      | 30 heures            | Flanc sud-est du cratère Dolomieu                                                                         | L'éruption commence à 1 h 35 ; d'une unique fissure apparaissent plusieurs fontaines de lave d'une vingtaine de mètres de hauteur s'épanchant en une coulée de lave donnant deux bras et progressant sur plusieurs centaines de mètres. Le trémor baisse fortement à partir de la fin d'après-midi. |
| 4 février 2015    | 16 février 2015   | 12 jours             | Partie sud-ouest de l'enclos, dans un triangle Dolomieu-Bory-cratère Rivals                               | |
| 17 mai 2015       | 30 mai 2015       | 14 jours             | Sur Soufrière (au nord du Dolomieu) puis nette migration vers le sud-est en direction de Château Fort     | Les fontaines et les deux coulées sont d’une importance très supérieure à celles observées ces dernières années. Formation du piton baptisé Keitti Aki |
| 31 juillet 2015   | 2 août 2015       | 3 jours              | L’éruption a lieu dans le Cratère Faujas, au nord est de Dolomieu.                                        | |
| 24 août 2015      | 31 octobre 2015   | 69 jours             | L'éruption a lieu près du cratère Rivals,.                                                                | L'éruption s'est arrêtée à deux reprises 3 jours, avant de reprendre au même endroit. Formation du piton baptisé Kalla et Pélé |
| 26 mai 2016       | 27 mai 2016       | 29 heures 55 minutes | L'éruption se trouve derrière le cratère Château-Fort, au sud-est de l'Enclos.                            | L'éruption est visible depuis le piton de Bert. L’événement survient au cours d'une météo capricieuse qui complique son observation par les airs. |
| 11 septembre 2016 | 18 septembre 2016 | 7 jours              | L'éruption se trouve au niveau nord du cratère Dolomieu.                                                  | L'éruption est visible depuis les pitons de Partage et des Basaltes. Le 17 septembre, les coulées atteignent les Grandes Pentes, ce qui rend l'éruption visible depuis Sainte-Rose (La Réunion). Formation du piton baptisé Jacob. |
| 31 janvier 2017   | 27 février 2017   | 27 jours             | Éruption localisée sur le flanc sud-est du cône terminal, secteur Château-Fort.                           | Ouverture de deux systèmes de fissures volcaniques. La tempête Carlos rend presque impossible l'observation de l'éruption. L'activité volcanique se concentre principalement en tunnels de lave. Formation du piton baptisé Timize |
| 17 mai 2017       | 18 mai 2017       | 5 heures             | Flanc nord-est du cratère Dolomieu                                                                        | Une fissure se serait propagée et il y aurait eu un dégazage sans afflux de magma à la surface. |
| 14 juillet 2017   | 29 août 2017      | 46 jours             | Secteur Château-Fort                                                                                      | L'éruption a été très calme durant sa seconde moitié. |
| 3 avril 2018      | 4 avril 2018      | 1 jour               | L'éruption a lieu sur le flanc nord, à proximité du Nez-Coupé de Sainte-Rose (La Réunion)                 | Éruption éclair |
| 27 avril 2018     | 1er juin 2018     | 35 jours             | L'éruption a lieu sur le flanc sud à proximité du cratère central.                                        | Formation du piton baptisé Jasmin |
| 13 juillet 2018   | 14 juillet 2018   | 18 heures            | L'éruption a lieu dans une zone inhabitée du sud-est de La Réunion.                                       | Chapelle de Rosemont en partie recouverte par la coulée de lave. |
| 15 septembre 2018 | 1er novembre 2018 | 48 jours             | Éruption située sur le flanc sud, à proximité et en aval du récent Piton Jasmin                           | L'éruption débute de façon classique et similaire à l'éruption du 27 avril par l'ouverture linéaire de cinq fissures, avant que l'activité éruptive ne se concentre sur une bouche principale avec formation d'un cône. La coulée a avancé jusqu'à environ 500m des Grandes Pentes. Eruption très calme dans sa deuxième moitié avec activité en tunnels de lave. Le cône est baptisé piton Daniel Honoré |
| 18 février 2019   | 10 mars 2019      | 21 jours             | Éruption située sur le versant extérieur est du cratère Dolomieu, puis au pied du piton Madoré.           | Ouverture de deux fissures éruptives avec fontaines de lave de 30m de haut sur le bord extérieur du cratère Dolomieu. L'éruption s'interrompt au bout de quelques heures et reprend le lendemain sur une nouvelle faille éruptive avec une unique fontaine de lave localisée au pied du piton Madoré, sur le flanc est du volcan. La coulée atteint les Grandes Pentes. Le 05 mars, une nouvelle fissure éruptive apparaît sur le flanc nord du piton Madoré. Le 06 mars, une nouvelle fissure s'ouvre à 300m au sud du piton Madoré. Deux cônes se forment, baptisés Piton Lo Rwa Kaf et Piton Anne Mousse. |
| 11 juin 2019      | 13 juin 2019      | 2 jours              | Éruption située sur le versant extérieur est du cratère Dolomieu, au même endroit que la précédente.      | Ouverture de quatre fissures éruptives avec fontaines de lave de 30m de haut. |
| 29 juillet 2019   | 30 juillet 2019   | 16 heures            | Fissure éruptive à proximité de la chapelle de Rosemont                                                   | Eruption brève, suggérant une vidange superficielle du réservoir magmatique et une nouvelle éruption à brève échéance. |
| 11 août 2019      | 15 août 2019      | 4 jours              | Éruption à proximité du piton Tremblet                                                                    | Quatrième éruption de l'année 2019. Deux fissures éruptives dont l'une, à proximité du cratère Bonnet, demeure active après l'interruption de l'activité au niveau de l'autre dès le 13 août. Les coulées franchissent les Grandes Pentes et atteignent au 14 août le niveau du piton Tremblet de l'éruption d'avril 2007. Le cône formé lors de cette éruption est baptisé Louise et Henri Cornu. |
| 25 octobre 2019   | 27 octobre 2019   | 2 jours              | Éruption sur les Grandes pentes                                                                           | Cinquième éruption de l'année 2019. Formation d'un cône, baptisé Piton Fréri. Coulées de lave qui suivent le parcours de la coulée d'avril 2007. |
| 10 février 2020   | 16 février 2020   | 6 jours              | Éruption sur le flanc Est                                                                                 | Fissure éruptive sur le flanc extérieur du cratère Dolomieu à 1 900 m d'altitude. Formation du cône Jacques Picard. |
| 2 avril 2020      | 6 avril 2020      | 4 jours              | Éruption sur le flanc Est                                                                                 | Fissure éruptive localisée en léger contrebas du cône formé en février 2020. Éruption d'une intensité notable avec épisode paroxystique et émission importante de scories sur le flanc est dans un rayon de 500 m autour du site éruptif ainsi que quantité abondante de cheveux de Pelé. Observation rendue difficile par le confinement dans le contexte de pandémie liée au Covid-19. Formation du piton Voulvoul. |
| 7 décembre 2020   | 8 décembre 2020   | 1 jour               | Éruption sur le flanc Sud-Ouest                                                                           | Ouverture de trois fissures éruptives sur le flanc sud-ouest du volcan sur une longueur de 700 m, à une altitude comprise en 2 190 et 2 300 m, projetant des fontaines de lave d'une quinzaine de mètres de hauteur. |
| 9 avril 2021      | 24 mai 2021       | 46 jours             | Éruption sur le flanc Sud-Est                                                                             | Formation du piton Guy Valcourt Picard. |
| 22 décembre 2021  | 17 janvier 2022   | 26 jours             | Éruption sur le flanc Sud                                                                                 | Ouverture de quatre fissures éruptives sur le flanc sud |
| 19 septembre 2022 | 7 octobre 2022    | 16 jours             | Éruption sur le flanc Sud-Ouest au pied du Piton Kalla Pelé                                               | Formation du piton Iris |
| 2 juillet 2023    | 10 août 2023      | 39 jours             | Éruption sur les flancs Est au Nord du piton Voulvoul et Sud-Est sur les hauteurs des Grandes Pentes      | |